# Hiperhumor
Hiperhumor fue un programa de televisión humorístico de Argentina, emitido entre 1984 y 1987 y en 1989 y 1990 por Canal 9 Libertad.

## Historia
El programa estaba protagonizado por el grupo conocido como "Los Uruguayos": Ricardo Espalter, Eduardo D'Ángelo, Enrique Almada, Berugo Carámbula, Andrés Redondo y Julio Frade quienes realizaron programas en la televisión argentina desde los años sesenta, entre ellos Jaujarana, Telecataplum, Hupumorpo, Comicolor y Rapicómicos, además de Decalegrón en la televisión de Uruguay. En este caso el programa estuvo protagonizado además por los también uruguayos Pelusa Vera, Hilda Viñas y Divino Vivas. 
Originalmente, el programa se llamó Comikísimos, cambiando su nombre a Hiperhumor meses después.
Hiperhumor se desarrollaba en varios sketches como "La disquería", "La farmacia", "Las hermanas Rivarola", "Toto Paniagua" o "El Payador Gabino", "El Único", "El Baile" (de estos 2 últimos participaba el grupo musical ochentero Las Primas). Varios actores argentinos aparecieron rotativamente durante los años que duró el programa. Entre ellos estuvieron Noemí Alan, Amalia "Yuyito" González, Silvia Pérez, Divina Gloria, Mónica Guido, Betty Villar, Pepe Díaz Lastra y Vicente La Rusa.

### Hiperhumor
Hiperhumor estuvo al aire entre 1984 y 1990, menos en 1988 y parte de 1989, año en que a raíz de la muerte del humorista Alberto Olmedo, Los Uruguayos incorporaron parte del elenco de No toca botón e hicieron dos programas: Shopping Center (durante la primera mitad del año y bajo la dirección de Hugo Sofovich en el cual participó Javier Portales), y Zapping (en la segunda mitad de la temporada y hasta principios de 1990), ambos por Canal 9.
Hiperhumor regresó ese año incorporando nuevos personajes.